# الأمن الغذائي المجتمعي
الأمن الغذائي المجتمعي هو مفهوم حديث نسبيًا يلتقط الأفكار الناشئة حول أماكن الغذاء المركزية في المجتمعات المحلية. فهي تشير أحيانًا إلى مقاييس توافر الغذاء وكيفية الوصول إليه على المستوى المجتمعي، وتشير في أحيان أخرى إلى هدف أو إطار لأنظمة الغذاء التابعة للمكان. ويبنى على المفاهيم الأكثر شيوعًا للأمن الغذائي والتي تشير إلى توافر الغذاء والوصول إليه سواء على مستوى الأفراد أو الأسر (السياسات الصحية والاجتماعية على سبيل المثال)، أو على مستوى أممي وعالمي (التنمية العالمية والعمل الخدمي).
ويتم تعريف الأمن الغذائي المجتمعي بأنه (الحالة التي يحصل فيها جميع أفراد المجتمع على غذاء آمن، مقبول ثقافيًا، ملائم من ناحية القيمة الغذائية) من خلال نظام غذائي مُستدام يزيد من اعتماد المجتمع على ذاته ويحقق العدالة الاجتماعية. ويتضمن عوامل اجتماعية واقتصادية وعلاقاتها المتبادلة داخل المجتمع حيث تؤثر علي توافر الموارد وإمكانية الحصول عليها لإنتاج المواد الغذائية علي الصعيد المحلي. ويأخذ في الاعتبار الاستدامة البيئية والعدالة الاجتماعية من خلال تدابير توفر الغذاء والقدرة علي تحمل تكلفته في ذلك المجتمع بالنسبة للموارد المالية المتاحة لشراءه أو إنتاجه.

## المقياس العالمي للأمن الغذائي المجتمعي
وفي البلدان الصناعية يُقاس الأمن الغذائي المرتبط بالدخل علي صعيد الفرد والأسرة، في حين أنه في البلدان غير الصناعية يُقاس في معظم الأحيان من حيث نقص التغذية وسوء التغذية عن طريق القياسات الأنثروبومترية.
وتشمل مؤشرات انعدام الأمن الغذائي للفرد (الخيارات الغذائية المحدودة، التغذية الغير مثالية، وفقر التغذية الشديد)، بينما يُقاس انعدام الأمن الغذائي للأسرة بالحصة الغذائية للبالغين والأطفال كجماعة تعيش داخل منزل قياسًا إلى مستوى دخل الأسرة ونفقات وتكاليف الغذاء.
وفي كندا والولايات المتحدة...تضم مؤشرات التعرض لخطر نقص الغذاء كل من (نقص الدخل، الاعتماد على الإعانة الاجتماعية، ظاهرة الأمهات الوحيدات، الافتقار إلى ملكية العقارات، أوضاع السكان الأصليين).
وفي كندا، يُعرف الأمن الغذائي بأنه أحد المحددات الاجتماعية الهامة للصحة، وقد ارتبط بزيادة انتشار الأمراض المزمنة مثل (مرض السكر، وارتفاع ضغط الدم، وأمراض القلب والأوعية الدموية). فهؤلاء الذين يعانون من انعدام الأمن الغذائي يعيشون في فقر في معظم الأحيان ويجدون صعوبة في السيطرة على الأمراض المزمنة مثل الأمثلة التي سبق ذكرها. حيث أن تحقيق الأمن الغذائي للأفراد والأسر عاملًا أساسيًا لتحقيق الأمن الغذائي المجتمعي. وبينما يمكن تحقيق الأمن الغذائي على مستوى الأفراد والأسر باستخدام سياسات اجتماعية لتحسين توزيع الدخول، فإن تحقيق الأمن الغذائي على مستوى المجتمع يتم عن طريق سياسات التغذية.
وبالتصدي المباشر لأسباب انعدام الأمن الغذائي على مستوى الأفراد والأسر من خلال سياسات اجتماعية، تحسين إمكانية الحصول على الغذاء للجميع وبدوره يؤدي إلى تحسين صحة المجتمع. وعلاوة علي ذلك، تبين أن المشاركة المباشرة للمواطنين في إنتاج الأغذية -حتى وإن كانت علي نطاق ضيق- ينتج عنها فوائد صحية. بالإضافة إلى ذلك، فإن تحقيق الأمن الغذائي المجتمعي يُعد فائدة لرأس المال والعدالة والحيوية الاقتصادية واستدامة البيئات المادية والاجتماعية في ذلك المجتمع، وجميعها يسهم في صحة السكان.
وتختلف الجهود المبذولة لتحقيق الأمن الغذائي المجتمعي عن مبادرات أخرى تتعلق بتأمين الغذاء (مثل المكملات الغذائية أو برامج المساعدات الغذائية) حيث أنها تطرح هذه القضية علي المستوي المحلي من خلال التركيز علي البنية التحتية المجتمعية والنظم الغذائية المحلية، والتي تختلف تبعًا لاحتياجات المجتمع المختلفة. ويزعم Hamm و Billlow أن الأمن الغذائي يمثل معاناة تمت معالجتها بشكل مبتكر على الصعيد المحلي.
بعض المبادرات الحالية للأمن الغذائي المجتمعي لا تقتصر على تحديد جودة وتكاليف الغذاء في الأحياء الفقيرة، ولكنها تطمح إلى تقديم الأدلة اللازمة لإحداث تغييرًا سياسيًا. وهذا يزيد من تحسين صحة المواطنين بتوفير إمكانية الحصول علي الأغذية عالية القيمة الغذائية للجميع وتحسين سبل الحصول علي الموارد اللازمة لإنتاج الأغذية وتجهيزها محليًا.